# José María Martín Senovilla
José María Martín Senovilla, conocido como J. M. M. Senovilla (Ávila, España, 25 de noviembre de 1960) es un físico español que ha realizado importantes contribuciones a la gravitación. Se licenció en la Universidad de Salamanca en 1982, cuando tenía 21 años, y se doctoró en física en 1986 en la misma universidad. Fue becario "Fleming" del British Council en el Queen Mary College (Londres) entre 1987 y 1989. Allí tuvo la oportunidad de coincidir con físicos conocidos a nivel mundial, como Stephen Hawking. Posteriormente, en 1990 obtuvo una plaza de profesor titular de física en la Universidad de Barcelona. Desde 1999 es catedrático de Física Teórica en la Universidad del País Vasco (UPV/EHU) y compagina su labor investigadora con la docencia.

## Trabajo académico

### Los primeros años
Tras licenciarse, trabajó varios años en la Universidad de Salamanca. De noviembre a diciembre de 1982 trabajó como asistente. Entre 1983 y 1986 estuvo trabajando como Becario FPI (Formación del Personal Investigador). Posteriormente, hasta marzo de 1987, trabajó como becario en la Universidad de Salamanca, y de profesor temporal de marzo a septiembre.
En octubre de 1987 se trasladó a Londres para trabajar como estudiante de posgrado con una beca "Fleming" en la Universidad Queen Mary durante un año. Los próximos dos años (1988-1990), gracias a la colaboración entre el Queen Mary College y la Universidad de Salamanca, pudo continuar trabajando como estudiante de posgrado.
Se trasladó a Barcelona en abril de 1990, la que sería su residencia para los siguientes nueve años. En la Universidad de Barcelona, trabajó como profesor titular de Física Teórica en el Grupo de Investigación de la Relatividad. El proceso de obtención de la plaza fue polémico, ya que dos de los siete candidatos impugnaron la decisión del tribunal, sin éxito.
Durante su etapa docente en Barcelona criticó la situación de los investigadores españoles. Argumentaba que la mayoría se ven en la necesidad de ir al extranjero por razones económicas. También expuso la soledad y el aislamiento que sufren los investigadores, dado que el número de miembros de los grupos de trabajo en el sistema universitario español es muy reducido como para comparar ideas.

### Hallazgos importantes
En 1990 encontró una solución a las ecuaciones de campo de Einstein, que describe un universo sin Big Bang, espacialmente no homogéneo y con contenido material de tipo fluido perfecto.
Esta teoría ha sido nombrada como métrica de Senovilla. Al principio pensó que se trataba de un error y le pareció imposible. Era la primera vez que se lograba describir el universo sin la necesidad del Big Bang. Aunque el modelo describe un momento temprano muy denso y lleno de radiación, no es capaz de predecir cómo terminará el universo. 
Después de haber creado ese modelo, lo envió inmediatamente a la revista Physical Review Letters. Tras la publicación de su artículo, le dedicaron un elogioso editorial en la famosa revista Nature.

Jesús Martín, el director de tesis doctoral de Senovilla y catedrático de Física Teórica de la Universidad de Salamanca, dijo lo siguiente sobre el modelo:
"Verifica algunos de los aspectos más razonables de los teoremas de Penrose y Hawking, que apunta muchas hipótesis. No es que este teorema de Penrose y Hawking sea totalmente falso, sino que quizá no tenga el valor que se le ha dado."  
En 1991, gracias a su trabajo, fue galardonado con el premio Ciutat de Barcelona en la categoría de ciencias. Pasqual Maragall, entonces alcalde de Barcelona, le entregó el premio.En 1998 recibió el premio Eduard Fontseré del Institut d'estudis Catalans.

### El trabajo de los últimos años

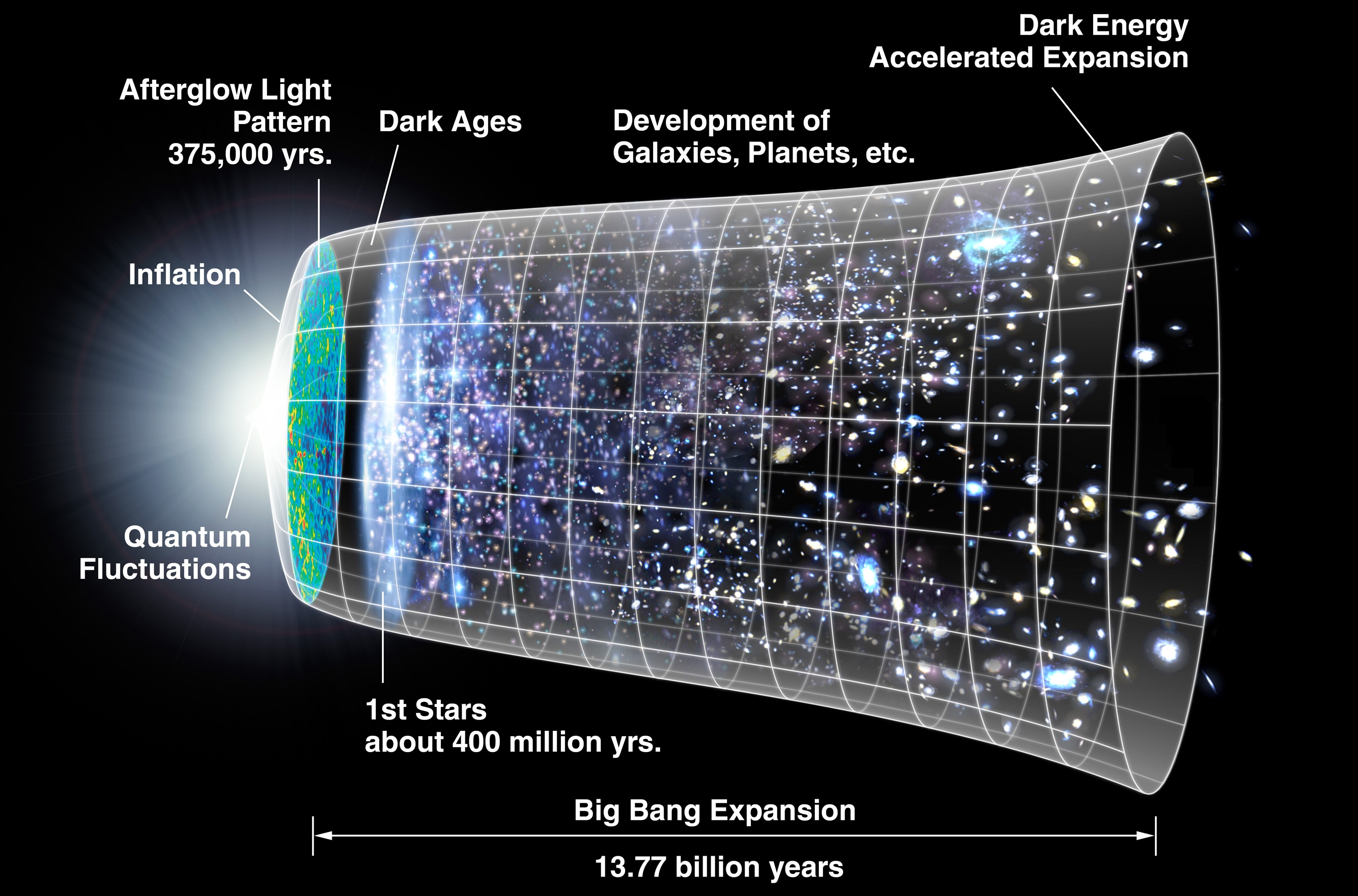
La historia del universo, comenzando con el Big Bang. Senovilla demostró con su modelo que ésta no es la única posibilidad de formar un universo.

Senovilla es miembro varias sociedades y asociaciones. Pertenece a la Asociación de Mujeres Investigadoras y Tecnólogas (AMIT), la International Society of General Relativity and Gravitation (ISGRG), la Sociedad Española de Astronomía (SEA), la Real Sociedad Española de Física (RSEF), la Real Sociedad Matemática Española (RSME) y la Sociedad Española de Gravitación y Relatividad (SEGRE). Además, es fellow del Institute of Physics (IOP) del Reino Unido.
Toda su investigación se enmarca dentro de la Relatividad General y la Cosmología Teórica. Sus trabajos más conocidos están relacionados con los teoremas de singularidades en relatividad general. Cabe destacar sus contribuciones a los fundamentos matemáticos de la Relatividad, las contribuciones acerca de la posible desaparición del tiempo o el descubrimiento de los primeros ejemplos de "capas dobles" gravitatorias. Su artículo titulado The 1965 Penrose singularity theorem se usó y se citó en el "Scientific suppor for the Physics Nobel prize 2020" de la academia sueca del Nobel. Es autor de más de 135 artículos científicos en revistas especializadas y ha ofrecido alrededor de un centenar de conferencias públicas por toda España y en el extranjero.

Por otro lado, en el primer reportaje de la versión online de la revista Tercer Milenio (2000), se menciona su investigación al hablar de la detección de ondas gravitacionales, lo que sucedería por primera vez en 2015.

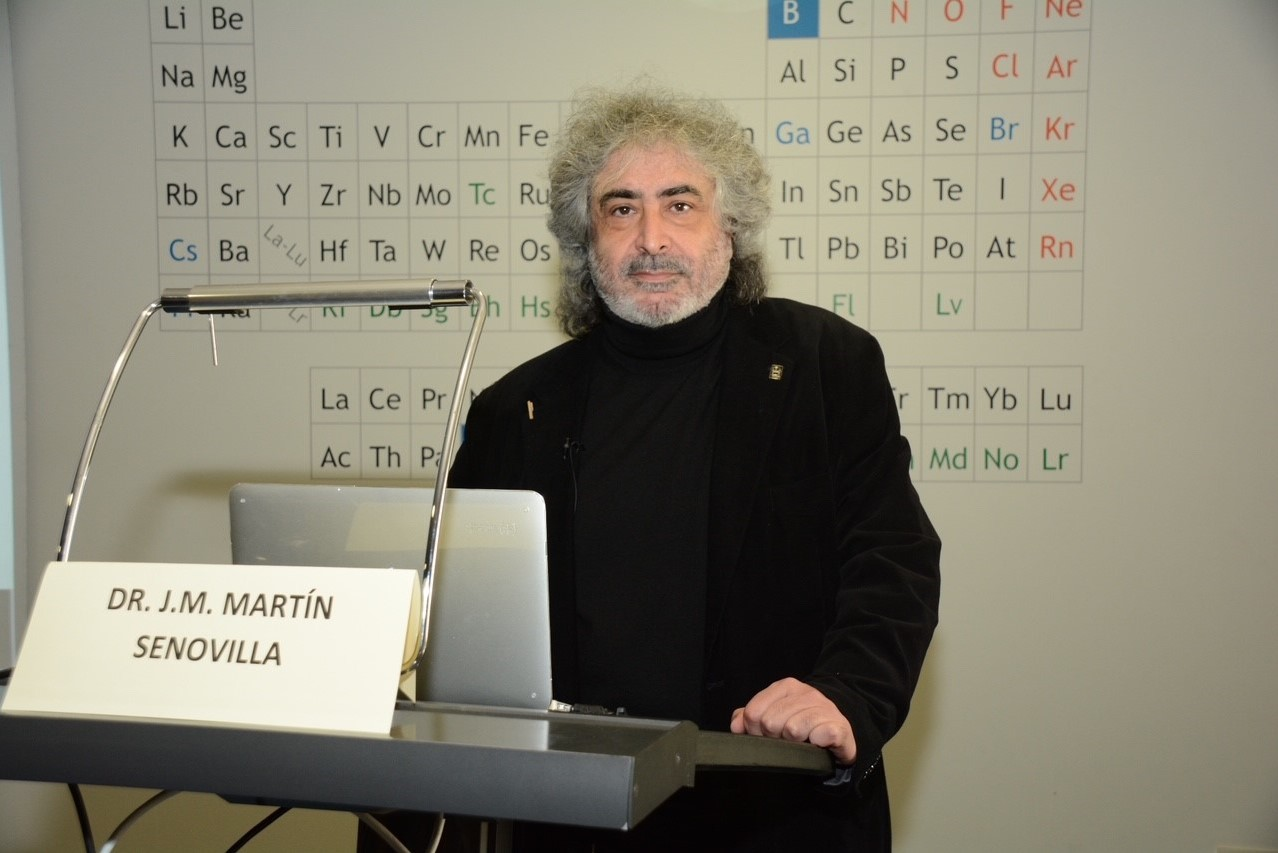
José María M. Senovilla pronunciando un discurso.

Recientemente, ha participado en el documental de RTVE Territorio Gravedad, estrenado en 2023. En él habla de cómo se interpreta la teoría de la relatividad general de Einstein, enfatizando la importancia de las matemáticas detrás de ella, además de su interpretación física. No solo explica qué es la curvatura del espacio-tiempo, sino que también arroja luz sobre cómo entender la gravedad.

## Biografía
Desde niño ha tenido aptitudes para las matemáticas, pero aun así, cuando estaba por terminar los estudios preuniversitarios, un orientador le aconsejó estudiar humanidades. Aunque ha destacado en física, menciona que no es su única afición. Le gusta leer, jugar al ajedrez, viajar, el teatro y la vida social.